# Trachylepis boulengeri
Trachylepis boulengeri (мабуя Буленджера) — вид сцинкоподібних ящірок родини сцинкових (Scincidae). Мешкає у Східній Африки. Вид названий на честь британсько-бельгійського герпетолога Джорджа Альберта Буленджера.

## Поширення і екологія
Мабуї Буленджера мешкають на півдні і сході Танзанії, в Мозамбіку (на південь до річки Саве), на півдні Малаві та на крайньому сході Зімбабве. Вони живуть в саванах, прибережних чагарникових заростях і лісах, трапляються в садах і поблизу людських поселень. Зустрічаються на висоті до 1500 м над рівнем моря. Ведуть як деревний, так і наземний спосіб життя. Живляться комахами і павуками, відкладають яйця. 